# ロシア連邦大統領
ロシア連邦大統領（ロシアれんぽうだいとうりょう、ロシア語: Президент Российской Федерации）は、ロシア連邦の元首たる大統領。

## 選出
国民による直接選挙で選ばれる。被選挙権は、ロシアに10年以上居住した35歳以上のロシア国民であること。過半数に達する候補者が不在の場合は、上位2名で決選投票を行う（二回投票制）。
任期は当初4年であったが、2008年のロシア連邦憲法改正により任期は6年に延長され、2012年ロシア連邦大統領選挙の当選者から適用された。3選禁止の為、連続就任できる上限は12年。ただし、他の人間を挟めば同一人者が何度でも大統領には当選可能である。
大統領には弾劾手続きが存在しており、大統領に国家反逆罪または別の重大犯罪の容疑の告発についてロシア連邦議会上下院（連邦院・国家院）でそれぞれ3分の2以上の賛成を経て、最高裁判所及び憲法裁判所で審査が行われた上で弾劾されることが可能となっている。
また2020年1月15日に行われたウラジーミル・プーチン大統領による年次教書演説では、「連続2期までとなっている大統領就任への制限を、最大2期までに変更するべきである」との方針が示された。

### 大統領代行
大統領職務代行は、ロシア連邦首相が務める。

## 権限
フランスの半大統領制をモデルとしており、非常に大きな権限を有している。
- 首相及び内閣と政府要職の指名・任免権（ただし、首相は国家院の承認が必要）
- 国家院（下院に相当）の解散権（ただし、国家院での内閣不信任が必要）
- 大統領令の発布
- 議会で可決された法案の拒否権
- 軍の指揮権
- 戒厳令・非常事態宣言の発令
- 国民投票の実施権

- 大統領勲章
- 軍最高司令官旗

## 就任式
大統領就任式は、クレムリン大宮殿のゲオルギーの間・アレクサンドロフの間・アンドレーエフの間で挙行される。大統領連隊によって守られながら2つの連邦大統領旗・大統領勲章・ロシア連邦憲法の特別写本が運ばれる。連邦大統領旗は大統領執務室と大統領官邸であるカザコフ館にそれぞれ掲揚されるため2つある。大統領勲章は就任式で授与されると、クレムリンの勲章ホールで保管される。憲法の特別写本は新大統領がこれに手を置いて宣誓するためのみに使用される。
就任式には、連邦議会の連邦院議長・国家院議長及び憲法裁判所長官が立ち会う。一方、前大統領は大統領連隊を大聖堂広場に召集し、最後の閲兵を行う。新大統領を乗せた自動車がクレムリン大宮殿に到着すると、大統領連隊長が就任式の準備が完了したことを宣言し、新大統領をクレムリン大宮殿に招き入れる。
この頃には大統領連隊の閲兵を済ませた前大統領は就任式会場に姿を現しており、前大統領の歓迎を受ける形で新大統領が会場に登場する。ゲオルギーの間・アレクサンドロフの間・アンドレーエフの間を新大統領が歩く際にはピョートル・チャイコフスキーの『戴冠式祝典行進曲』が演奏される。新大統領が大統領勲章と憲法の特別写本が載せてある演台に上がると、前大統領が演台にて新大統領への挨拶の演説を行う。それが終了すると、憲法裁判所長官から新大統領がロシア連邦憲法第82条第2項によって大統領就任の宣誓を行うこと、宣誓の文言（以下）は憲法で定められていることが表明される。このあと新大統領は、憲法の特別写本に手を置いて以下の宣誓を行う。
宣誓が終了するとロシア連邦国歌が歌唱される中、連邦大統領旗がカザコフ館のドーム屋根の旗竿に掲揚される。その後、大統領による最初の就任演説が行われる。演説が終了すると大統領連隊によってロシア連邦軍の大統領への忠誠を示す31発の礼砲が放たれる。新大統領はミハイル・グリンカの『栄光あれ』が流れる中でクレムリン大宮殿を後にし、大聖堂広場で大統領連隊の閲兵に臨む。
新大統領が閲兵に臨む前に、クレムリン大宮殿の一室で前大統領から新大統領へと「核のボタン」の入ったトランクの引継ぎが行われる。その後、前・新大統領は大聖堂広場に移動し、新大統領による最初の大統領連隊の閲兵が行われる。その後、新大統領はモスクワ総主教のいる聖ブラゴヴェシェンスキー大聖堂を訪れる。

## 大統領の年表

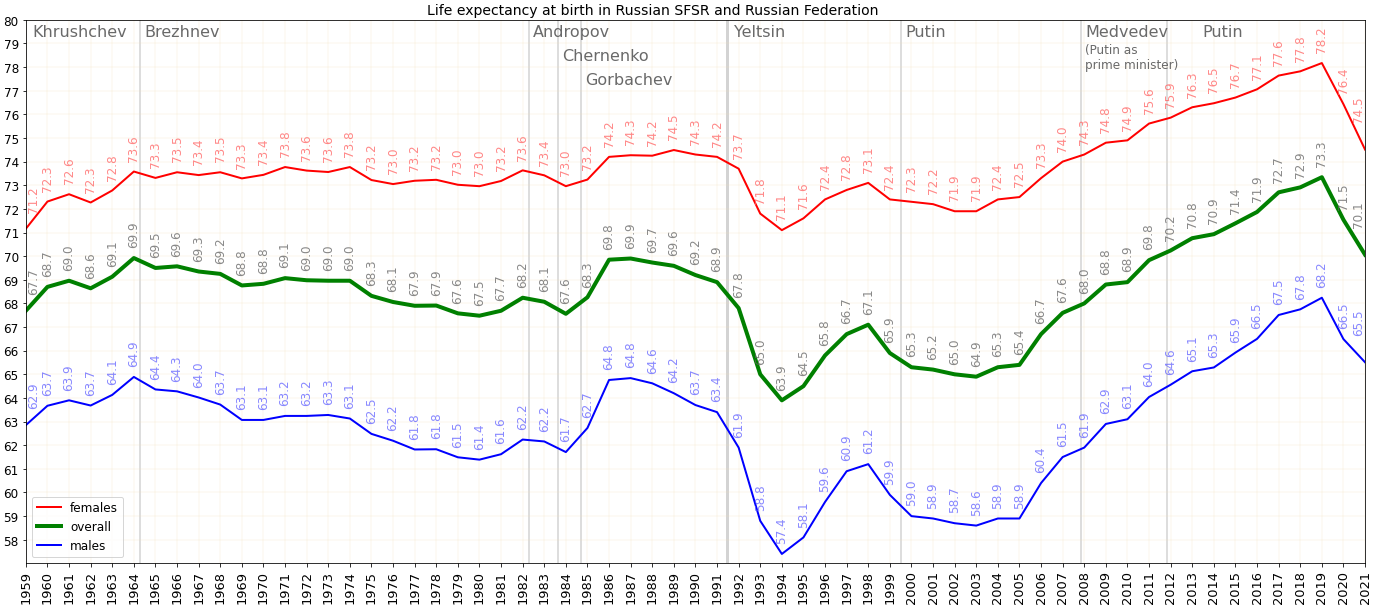
ロシア・ソビエト連邦社会主義共和国及びロシア連邦の指導者別政権下でのロシア人平均寿命の変化のグラフ

## 歴代大統領一覧
| 無所属 ソビエト連邦共産党（CPSU） 我が家ロシア（NDR） 祖国・全ロシア（OVR） 統一 統一ロシア（ER） |                                                                      |                                        |              |                             |                                |                               |                                |                      |                              |
| 代                                                                                                | 大統領                                                               | 大統領                                 | 所属政党     | 期                          | 在任期間                       | 在任期間                      | 備考                           | 首相                 | 首相                         |
| 001                                                                                               | ボリス・エリツィン Борис Ельцин 1931–2007 (76歳没)                   |                                        | 無所属       | 1                           | 1991年7月10日 - 1996年8月9日   | 5年 + 30日                    |                                |                      | イワン・シラーエフ           |
| 001                                                                                               | ボリス・エリツィン Борис Ельцин 1931–2007 (76歳没)                   | ボリス・エリツィン（兼任）             | 無所属       | 1                           | 1991年7月10日 - 1996年8月9日   | 5年 + 30日                    |                                |                      |                              |
| 001                                                                                               | ボリス・エリツィン Борис Ельцин 1931–2007 (76歳没)                   | エゴール・ガイダル（代行）             | 無所属       | 1                           | 1991年7月10日 - 1996年8月9日   | 5年 + 30日                    |                                |                      |                              |
| 001                                                                                               | ボリス・エリツィン Борис Ельцин 1931–2007 (76歳没)                   | ヴィクトル・チェルノムイルジン         | 無所属       | 1                           | 1991年7月10日 - 1996年8月9日   | 5年 + 30日                    |                                |                      |                              |
| 0－                                                                                               | アレクサンドル・ルツコイ Александр Руцкой B. 1947 (77歳)             |                                        | 無所属       | 1                           | 1993年9月22日 – 1993年10月4日  | 12日                          | 大統領代行 （副大統領）        |                      |                              |
| 0(1)                                                                                              | ボリス・エリツィン Борис Ельцин 1931–2007 (76歳没)                   |                                        | 無所属       | 2                           | 1996年8月9日 - 1996年11月5日   | 88日 （計 5年 + 118日）       |                                |                      |                              |
| 0－                                                                                               | ヴィクトル・チェルノムイルジン Виктор Черномырдин 1938–2010 (72歳没) |                                        | 我が家ロシア | 2                           | 1996年11月5日 - 1996年11月6日  | 1日                           | 大統領代行 （首相）            |                      |                              |
| 0(1)                                                                                              | ボリス・エリツィン Борис Ельцин 1931–2007 (76歳没)                   |                                        | 無所属       | 2                           | 1996年11月6日 - 1999年12月31日 | 3年 + 55日 （計 8年 + 174日） |                                |                      |                              |
| 0(1)                                                                                              | ボリス・エリツィン Борис Ельцин 1931–2007 (76歳没)                   | セルゲイ・キリエンコ                   | 無所属       | 2                           | 1996年11月6日 - 1999年12月31日 | 3年 + 55日 （計 8年 + 174日） |                                |                      |                              |
| 0(1)                                                                                              | ボリス・エリツィン Борис Ельцин 1931–2007 (76歳没)                   | ヴィクトル・チェルノムイルジン（代行） | 無所属       | 2                           | 1996年11月6日 - 1999年12月31日 | 3年 + 55日 （計 8年 + 174日） |                                |                      |                              |
| 0(1)                                                                                              | ボリス・エリツィン Борис Ельцин 1931–2007 (76歳没)                   | エフゲニー・プリマコフ                 | 無所属       | 2                           | 1996年11月6日 - 1999年12月31日 | 3年 + 55日 （計 8年 + 174日） |                                |                      |                              |
| 0(1)                                                                                              | ボリス・エリツィン Борис Ельцин 1931–2007 (76歳没)                   | セルゲイ・ステパーシン                 | 無所属       | 2                           | 1996年11月6日 - 1999年12月31日 | 3年 + 55日 （計 8年 + 174日） |                                |                      |                              |
| 0(1)                                                                                              | ボリス・エリツィン Борис Ельцин 1931–2007 (76歳没)                   | ウラジーミル・プーチン                 | 無所属       | 2                           | 1996年11月6日 - 1999年12月31日 | 3年 + 55日 （計 8年 + 174日） |                                |                      |                              |
| 0－                                                                                               | ウラジーミル・プーチン Владимир Путин B. 1952 (72歳)                 |                                        | 無所属       | 2                           | 1999年12月31日 - 2000年5月7日  | 128日                         | 大統領代行 （首相）            |                      | ミハイル・カシヤノフ（代行） |
| 002                                                                                               | ウラジーミル・プーチン Владимир Путин B. 1952 (72歳)                 | 3                                      | 無所属       | 2000年5月7日 - 2004年5月7日 | 8年 + 0日                      |                               |                                | ミハイル・カシヤノフ |                              |
| 002                                                                                               | ウラジーミル・プーチン Владимир Путин B. 1952 (72歳)                 | 3                                      | 無所属       | 2000年5月7日 - 2004年5月7日 | 8年 + 0日                      | ミハイル・フラトコフ          |                                |                      |                              |
| 002                                                                                               | ウラジーミル・プーチン Владимир Путин B. 1952 (72歳)                 | 4                                      | 無所属       | 2004年5月7日 - 2008年5月7日 | 8年 + 0日                      |                               |                                |                      |                              |
| 002                                                                                               | ウラジーミル・プーチン Владимир Путин B. 1952 (72歳)                 | 4                                      | 無所属       | 2004年5月7日 - 2008年5月7日 | 8年 + 0日                      | ヴィクトル・ズプコフ          |                                |                      |                              |
| 003                                                                                               | ドミートリー・メドヴェージェフ Дмитрий Медведев B. 1965 (59歳)       |                                        | 無所属       | 5                           | 2008年5月7日 - 2012年5月7日    | 4年 + 0日                     |                                |                      | ウラジーミル・プーチン       |
| 004                                                                                               | ウラジーミル・プーチン Владимир Путин B. 1952 (72歳)                 |                                        | 統一ロシア   | 6                           | 2012年5月7日 - 2018年5月7日    | 13年 + 56日                   |                                |                      | ヴィクトル・ズプコフ         |
| 0(4)                                                                                              | ウラジーミル・プーチン Владимир Путин B. 1952 (72歳)                 | 無所属                                 |              | 6                           | 2012年5月7日 - 2018年5月7日    | 13年 + 56日                   | ドミートリー・メドヴェージェフ |                      |                              |
| 0(4)                                                                                              | ウラジーミル・プーチン Владимир Путин B. 1952 (72歳)                 | 無所属                                 | 7            | 2018年5月7日 - 2024年5月7日 |                                | 13年 + 56日                   | ドミートリー・メドヴェージェフ |                      |                              |
| 0(4)                                                                                              | ウラジーミル・プーチン Владимир Путин B. 1952 (72歳)                 | 無所属                                 | 7            | 2018年5月7日 - 2024年5月7日 | ミハイル・ミシュスティン       | 13年 + 56日                   |                                |                      |                              |
| 0(4)                                                                                              | ウラジーミル・プーチン Владимир Путин B. 1952 (72歳)                 | 無所属                                 | 8            | 2024年5月7日 - （現職）     |                                | 13年 + 56日                   |                                |                      |                              |

## 退任後の公務
2人の大統領は、大統領職退任後に他の高官を務めた。
| 大統領                         | 在任期間  | 退任後の役職                     |
| ------------------------------ | --------- | -------------------------------- |
| ウラジーミル・プーチン         | 2000–2008 | 首相 (2008–2012)                 |
| ウラジーミル・プーチン         | 2000–2008 | 大統領 (2012–在任中)             |
| ドミートリー・メドヴェージェフ | 2008–2012 | 首相 (2012–2020)                 |
| ドミートリー・メドヴェージェフ | 2008–2012 | 安全保障会議副議長 (2020–在任中) |

## 大統領官邸・公邸

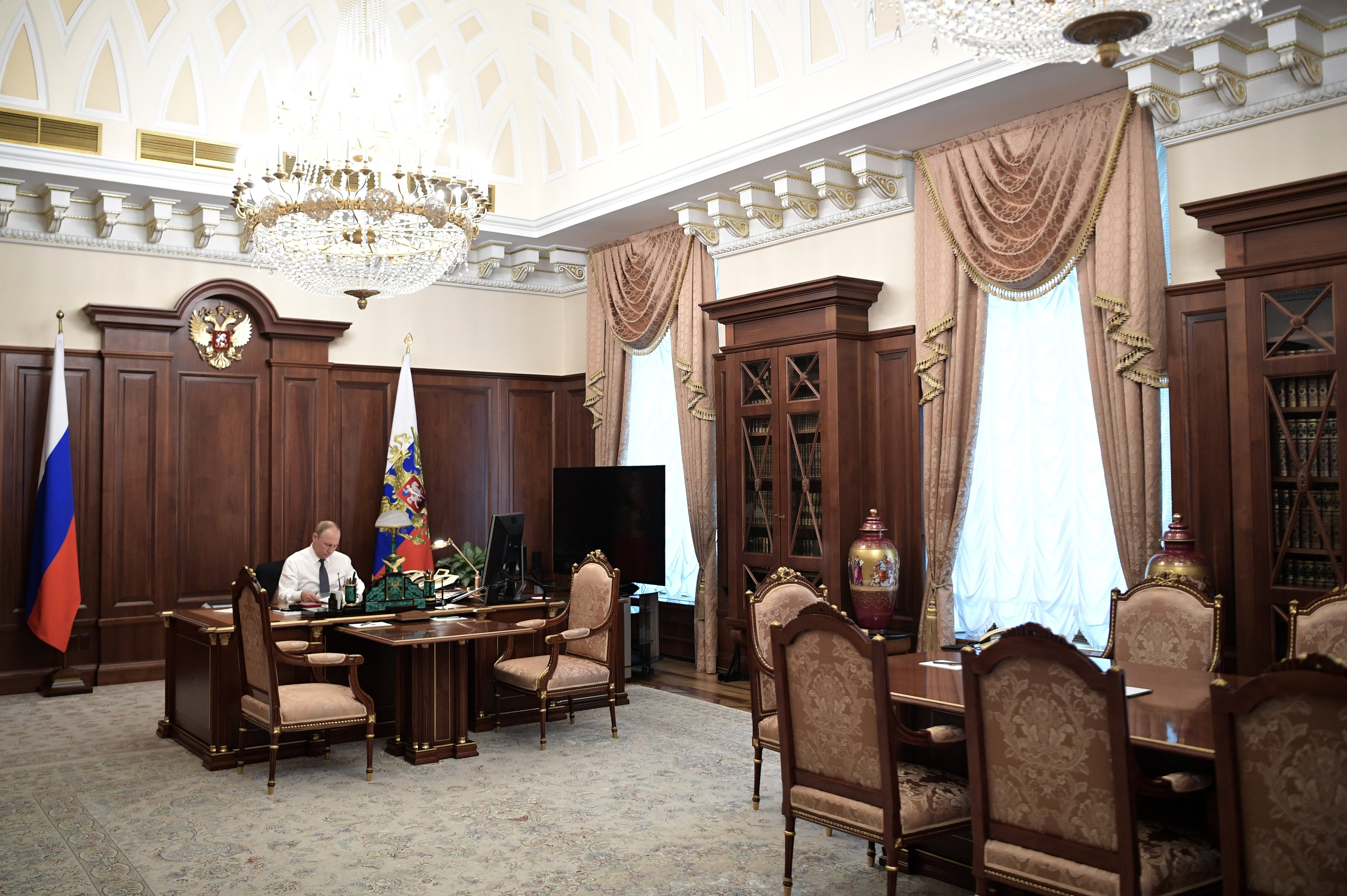
クレムリンの官邸で執務中のプーチン大統領（2018年）

ロシア連邦大統領の官邸はモスクワ・クレムリン内北部にあるロシア大統領官邸で、帝政時代には元老院が入居していた。公邸はモスクワ州オジンツォボ地区（モスクワ西郊外）の「ノボ・オガリョヴォ」である。家族はモスクワ市内のアパートが支給される。
モスクワ以外のロシア各地に次のような官邸・公邸（別荘）もある
- ストリェリナ大統領公邸・国際会議センター（サンクトペテルブルク近郊）
- ヴァルダイ公邸（サンクトペテルブルク郊外のヴァルダイ丘陵）
- ボチャロフ・ルチェイ（ソチ）
- アンガラ川高台（イルクーツク）

など